# Laurens (Hérault)
Laurens (okzitanisch: Laurenç) ist eine französische Gemeinde mit 1.794 Einwohnern (Stand: 1. Januar 2022) im Département Hérault in der Region Okzitanien. Sie gehört zum Arrondissement Béziers und zum Kanton Cazouls-lès-Béziers.

## Geographie
Laurens liegt am Fuß der südlichsten Ausläufer der Cevennen, etwa 15 Kilometer nördlich von Béziers am Libron. Umgeben wird Laurens von den Nachbargemeinden Faugères im Norden, Roquessels im Nordosten, Fouzilhon im Osten und Südosten, Magalas im Süden, Autignac im Südwesten, Cabrerolles im Westen und Nordwesten sowie Caussiniojouls im Nordwesten.

## Bevölkerungsentwicklung
| Jahr                       | 1962 | 1968 | 1975 | 1982 | 1990 | 1999 | 2006 | 2013 | 2020 |
| Einwohner                  | 1055 | 1047 | 1028 | 1006 | 1009 | 932  | 1222 | 1552 | 1776 |
| Quellen: Cassini und INSEE |      |      |      |      |      |      |      |      |      |

## Sehenswürdigkeiten
- Schloss Grézan, Monument historique seit 1993

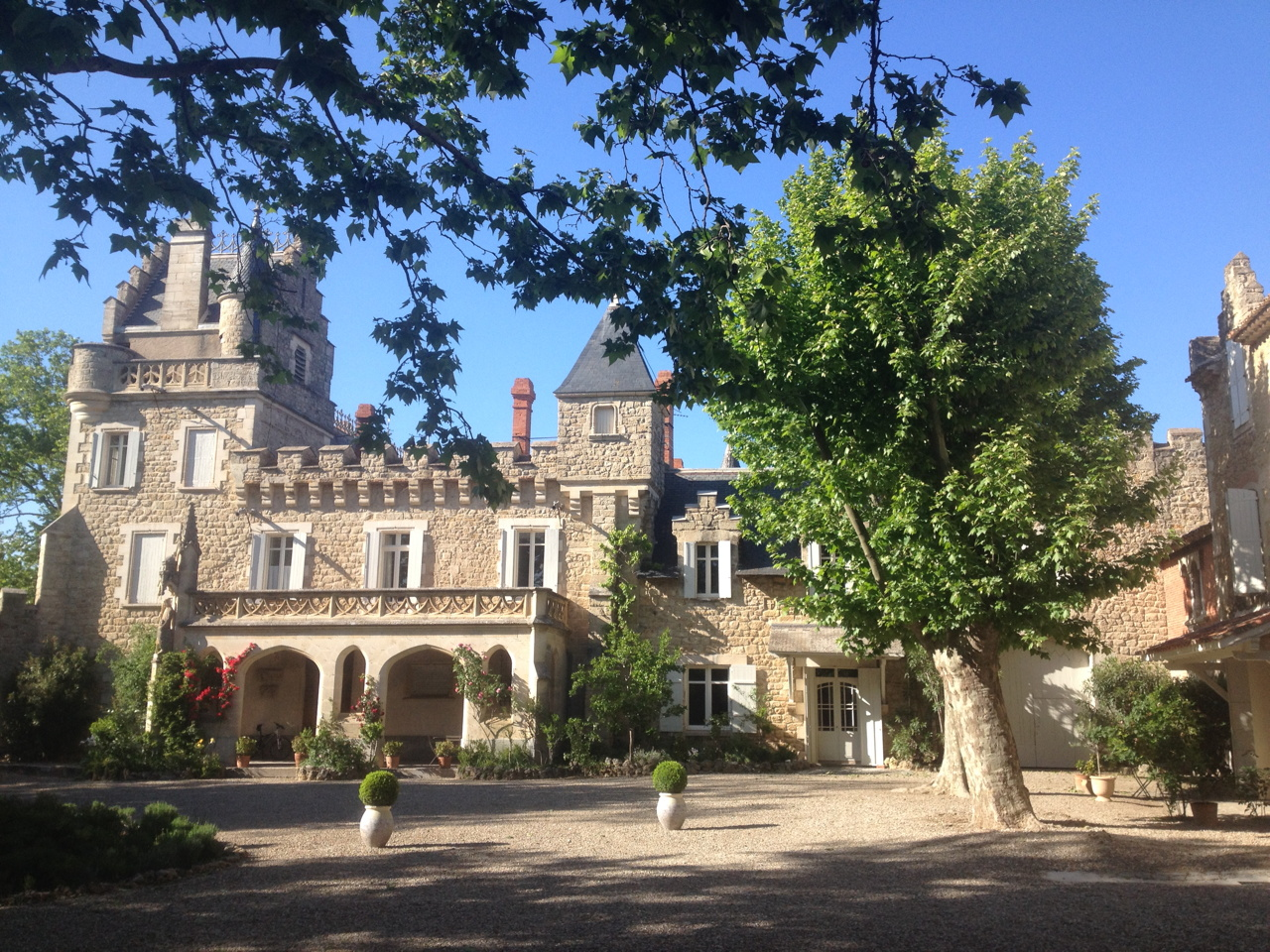
Schloss Grézan

## Wirtschaft
Die in der Ortschaft angebauten Weine werden zum Weinbaugebiet Faugères gezählt.